# Фёдоровский (Воронежская область)
Фёдоровский — хутор в Лискинском районе Воронежской области.
Входит в состав Среднеикорецкого сельского поселения.

## Население
| 2010 |
| ---- |
| 79   |

## Улицы
- ул. Крупской,
- ул. Луговая.

## Известные уроженцы
- Межов, Виктор Поликарпович (1946—2009) — советский футболист, полузащитник.